# Шмыгаль, Денис Анатольевич
Дени́с Анато́льевич Шмыга́ль (укр. Денис Анатолійович Шмигаль; род. 15 октября 1975, Львов, Украинская ССР, СССР) — украинский государственный и политический деятель, инженер-экономист. Председатель Ивано-Франковской ОГА c 1 августа 2019 по 5 февраля 2020 года. Вице-премьер-министр Украины — министр развития общин и территорий с 4 февраля по 4 марта 2020 года. Премьер-министр Украины с 4 марта 2020 года по 16 июля 2025 года. Министр обороны Украины с 17 июля 2025 года. Кандидат экономических наук (2003).

## Биография
Родился 15 октября 1975 года во Львове.

### Образование
В 1997 году окончил Государственный университет «Львовская политехника» по специальности «Менеджмент в производственной сфере (машиностроение)», инженер-экономист.
В 2003 году получил учёную степень кандидата экономических наук (Институт региональных исследований Национальной академии наук Украины).

### Карьера
- 1994—1995 — менеджер ООО «О’Кей».
- 1995—1997 — бухгалтер отдела неторговых операций валютного управления АК «Электронбанк».
- 1997—1998 — бухгалтер ОАО «Львовский автобусный завод».
- 1998—1999 — ведущий бухгалтер ЗАО «ЛАЗ-Торговый дом».
- 1999—2003 — главный бухгалтер, директор по финансам ООО «ЛА ДИС».
- 2003—2005 — начальник финансового отдела, начальник отдела управления финансами и экономического анализа, директор экономико-стратегического развития ЗАО «Львовский автобусный завод».
- 2005—2006 — заместитель генерального директора ООО «ЛА ДИС».
- 2006—2008 — директор по экономике ООО «Инвестиционная компания „Комфорт-Инвест“».
- 2008—2009 — генеральный директор ООО «РОСАНИНВЕСТ».
- 2009 — помощник председателя Львовской областной государственной администрации отдела обеспечения деятельности руководства аппарата облгосадминистрации; и. о. начальника главного управления экономики ОГА.
- 2009—2011 — начальник главного управления экономики Львовской ОГА (в 2010 году главное управление экономики было переименовано в главное управление экономики и инвестиций).
- 2011 — председатель правления общественной организации «Институт регионального развития».
- 2012 — начальник главного управления экономики и промышленной политики Львовской ОГА.
- 2013 — директор департамента экономического развития, инвестиций, торговли и промышленности Львовской ОГА.
- 2014 — помощник-консультант народного депутата Украины.
- 2014 — заместитель начальника главного управления Министерства доходов и сборов Львовской области.
- 2015—2017 — советник президента, вице-президент, генеральный директор, член Наблюдательного совета ООО ТПК «Львовхолод».
- 2017—2018 — заместитель генерального директора по социальным вопросам ПАО «ДТЭК Западэнерго».
- 2018—2019 — директор ДТЭК Бурштынская ТЭС, и. о. заместителя генерального директора по социальным вопросам ПАО «ДТЭК Западэнерго»[5].

### Политическая деятельность
На досрочных парламентских выборах 2014 года был кандидатом в народные депутаты от избирательного округа № 121 (Львовская область). Самовыдвиженец.
В 2015 году — кандидат в депутаты Львовского облсовета от партии «Народный контроль».
В 2019 году был кандидатом на должность председателя Львовской облгосадминистрации.
Председатель Ивано-Франковской областной государственной администрации с 1 августа 2019 по 5 февраля 2020 года.
С 2020 года являлся премьер-министром Украины. Член Национального инвестиционного совета (с 12 марта 2020). Член СНБО (с 13 марта 2020).
15 июля 2025 Шмыгаль подал в отставку с поста премьер-министра Украины. 16 июля 2025 Верховная Рада Украины проголосовала 261 голосами (при 226 необходимых) за освобождения Шмыгаля от должности.
17 июля 2025 года назначен (267 голосами) Верховной Радой Украины министром обороны Украины.

## Семья
- Жена — Шмыгаль Екатерина Анатольевна. Ранее вела бизнес во Львове, была совладелицей львовской «Камянецкой пекарни» и сети велопроката NextBike. В семье родились дочери — Анна и София.

## Награды
- Командор ордена Великого князя Литовского Гядиминаса (5 июля 2023 года, Литва)[18]